# Radmila Lazić
Radmila Lazić (serbisch-kyrillisch Радмила Лазић; * 26. Dezember 1949 in Kruševac) ist eine serbische Schriftstellerin.
Lazić, die seit 1960 in Belgrad lebt, arbeitete dreißig Jahre lang im medizinischen Bereich. Ab 1974 veröffentlichte sie dreizehn Gedichtbände und einen Essayband und gab zwei Anthologien heraus. Sie erhielt zahlreiche Preise, und ihre Gedichte erschienen in Anthologien und wurden u. a. ins Englische (von Charles Simic), Deutsche, Mazedonische und Norwegische übersetzt. Während der Jugoslawienkriege protestierte Lazić vehement gegen den Nationalismus und veröffentlichte 1993 mit Biljana Jovanović, Maruša Krese und Rada Iveković in Deutschland das Buch Briefe von Frauen über Krieg und Nationalismus. Als zweisprachige Ausgabe erschien im Leipziger Literaturverlag 2011 der Gedichtband Das Herz zwischen den Zähnen (ISBN 9783866601109). Mit Liljana Ðurdic, Dubravka Ðurić und Svetlana Slapšak gründete sie die erste serbische Zeitschrift für weibliche Literatur und Kultur ProFemina. Die Bearbeitung von Der Wind geht gen Mittag und kommt herum zur Mitternacht. Briefe über die Zerstörung Jugoslawiens (mit den Co-Autorinnen Maruša Krese, Rada Iveković, Biljana Jovanović und Duška Perišić-Osti) wurde im Juli 1993 als Hörspiel des Monats ausgezeichnet.